# 4728 Lyapidevskij
4728 Lyapidevskij је астероид главног астероидног појаса чија средња удаљеност од Сунца износи 2,307 астрономских јединица (АЈ).
Апсолутна магнитуда астероида је 13,7.